# Liberty Square (metropolitana di Tbilisi)
Liberty Square (in georgiano რუსთაველი?) è una stazione della linea Akhmeteli-Varketili della metropolitana di Tbilisi.
Situata tra le stazioni Rustaveli e Avlabari, la stazione della metropolitana è circondata dal centro commerciale Galleria Tbilisi, un centro commerciale a più piani che ospita un'area giochi, un cinema e un'area ristorazione.
Si trova vicino a Piazza della Libertà, all'estremità meridionale di Viale Rustaveli. Prima del 1991, era chiamata Lenin Square (ლენინის მოედანი). La stazione è stata ristrutturata nel 2006.

## Storia
La stazione è stata inaugurata il 6 novembre 1967, come estensione del segmento originario Rustaveli-Didube.